# Selección de fútbol sub-17 de Jamaica
La selección de fútbol sub-17 de Jamaica es el equipo que representa al país en la Copa Mundial de Fútbol Sub-17 y en el Campeonato Sub-17 de la Concacaf, y es controlada por la Federación de Fútbol de Jamaica.

## Estadísticas

### Copa Mundial Sub-17
| Año                         | PJ                      | PG                      | PE                      | PP                      | GF                      | GC                      | DIF.                    | PTS                     | Ronda                   |
| --------------------------- | ----------------------- | ----------------------- | ----------------------- | ----------------------- | ----------------------- | ----------------------- | ----------------------- | ----------------------- | ----------------------- |
| China 1985                  | No existía la selección | No existía la selección | No existía la selección | No existía la selección | No existía la selección | No existía la selección | No existía la selección | No existía la selección | No existía la selección |
| Canadá 1987                 | No clasificó            | No clasificó            | No clasificó            | No clasificó            | No clasificó            | No clasificó            | No clasificó            | No clasificó            | No clasificó            |
| Escocia 1989                | No clasificó            | No clasificó            | No clasificó            | No clasificó            | No clasificó            | No clasificó            | No clasificó            | No clasificó            | No clasificó            |
| Italia 1991                 | No clasificó            | No clasificó            | No clasificó            | No clasificó            | No clasificó            | No clasificó            | No clasificó            | No clasificó            | No clasificó            |
| Japón 1993                  | No clasificó            | No clasificó            | No clasificó            | No clasificó            | No clasificó            | No clasificó            | No clasificó            | No clasificó            | No clasificó            |
| Ecuador 1995                | No clasificó            | No clasificó            | No clasificó            | No clasificó            | No clasificó            | No clasificó            | No clasificó            | No clasificó            | No clasificó            |
| Egipto 1997                 | No participó            | No participó            | No participó            | No participó            | No participó            | No participó            | No participó            | No participó            | No participó            |
| Nueva Zelanda 1999          | 3                       | 0                       | 0                       | 3                       | 0                       | 10                      | –10                     | 0                       | Primera fase            |
| Trinidad y Tobago 2001      | No clasificó            | No clasificó            | No clasificó            | No clasificó            | No clasificó            | No clasificó            | No clasificó            | No clasificó            | No clasificó            |
| Filandia 2003               | No clasificó            | No clasificó            | No clasificó            | No clasificó            | No clasificó            | No clasificó            | No clasificó            | No clasificó            | No clasificó            |
| Perú 2005                   | No clasificó            | No clasificó            | No clasificó            | No clasificó            | No clasificó            | No clasificó            | No clasificó            | No clasificó            | No clasificó            |
| Corea del Sur 2007          | No clasificó            | No clasificó            | No clasificó            | No clasificó            | No clasificó            | No clasificó            | No clasificó            | No clasificó            | No clasificó            |
| Nigeria 2009                | No clasificó            | No clasificó            | No clasificó            | No clasificó            | No clasificó            | No clasificó            | No clasificó            | No clasificó            | No clasificó            |
| México 2011                 | 3                       | 0                       | 1                       | 2                       | 2                       | 4                       | –2                      | 1                       | Primera fase            |
| Emiratos Árabes Unidos 2013 | No clasificó            | No clasificó            | No clasificó            | No clasificó            | No clasificó            | No clasificó            | No clasificó            | No clasificó            | No clasificó            |
| Chile 2015                  | No clasificó            | No clasificó            | No clasificó            | No clasificó            | No clasificó            | No clasificó            | No clasificó            | No clasificó            | No clasificó            |
| India 2017                  | No clasificó            | No clasificó            | No clasificó            | No clasificó            | No clasificó            | No clasificó            | No clasificó            | No clasificó            | No clasificó            |
| Brasil 2019                 | No clasificó            | No clasificó            | No clasificó            | No clasificó            | No clasificó            | No clasificó            | No clasificó            | No clasificó            | No clasificó            |
| Indonesia 2023              | No clasificó            | No clasificó            | No clasificó            | No clasificó            | No clasificó            | No clasificó            | No clasificó            | No clasificó            | No clasificó            |
| Qatar 2025                  | No clasificó            | No clasificó            | No clasificó            | No clasificó            | No clasificó            | No clasificó            | No clasificó            | No clasificó            | No clasificó            |
| Total                       | 6                       | 0                       | 1                       | 5                       | 2                       | 14                      | –12                     | 1                       | Fase de grupos          |

### Campeonato Sub-17 de la Concacaf
| Año                            | PJ           | PG           | PE           | PP           | GF           | GC           | DIF.         | PTS          | Ronda                                  |
| ------------------------------ | ------------ | ------------ | ------------ | ------------ | ------------ | ------------ | ------------ | ------------ | -------------------------------------- |
| Trinidad y Tobago 1983         | No participó | No participó | No participó | No participó | No participó | No participó | No participó | No participó | No participó                           |
| México 1985                    | No participó | No participó | No participó | No participó | No participó | No participó | No participó | No participó | No participó                           |
| Honduras 1987                  | 3            | 0            | 1            | 2            | 0            | 2            | –2           | 1            | Primera fase                           |
| Trinidad y Tobago 1988         | 4            | 1            | 3            | 0            | 1            | 0            | +1           | 5            | Primera fase                           |
| Trinidad y Tobago 1991         | 3            | 1            | 2            | 0            | 3            | 1            | +2           | 5            | Primera fase                           |
| Cuba 1992                      | 3            | 1            | 0            | 2            | 10           | 3            | +7           | 3            | Primera fase                           |
| El Salvador 1994               | 3            | 1            | 1            | 1            | 3            | 4            | –1           | 4            | Primera fase                           |
| Trinidad y Tobago 1996         | No participó | No participó | No participó | No participó | No participó | No participó | No participó | No participó | No participó                           |
| El Salvador - Jamaica 1999     | 3            | 2            | 1            | 0            | 3            | 0            | +3           | 7            | Clasificó al Mundial (No hubo campeón) |
| Estados Unidos - Honduras 2001 | 3            | 0            | 0            | 3            | 1            | 8            | –7           | 0            | Primera fase                           |
| Canadá - Guatemala 2003        | 5            | 1            | 1            | 3            | 4            | 13           | –9           | 4            | Fase de Repechaje                      |
| Costa Rica - México 2005       | No clasificó | No clasificó | No clasificó | No clasificó | No clasificó | No clasificó | No clasificó | No clasificó | No clasificó                           |
| Honduras - Jamaica 2007        | 4            | 1            | 0            | 3            | 3            | 7            | –4           | 3            | Primera fase                           |
| México 2009                    | No clasificó | No clasificó | No clasificó | No clasificó | No clasificó | No clasificó | No clasificó | No clasificó | No clasificó                           |
| Jamaica 2011                   | 5            | 2            | 1            | 2            | 5            | 6            | –1           | 7            | Cuarto Lugar                           |
| Panamá 2013                    | 3            | 0            | 2            | 1            | 5            | 7            | –2           | 2            | Cuartos de final                       |
| Honduras 2015                  | 6            | 3            | 2            | 1            | 9            | 5            | +4           | 11           | Quinto Lugar                           |
| Panamá 2017                    | 3            | 1            | 0            | 2            | 4            | 11           | –7           | 3            | Primera fase                           |
| Estados Unidos 2019            | 4            | 1            | 0            | 3            | 7            | 8            | –1           | 3            | Octavos de final                       |
| Guatemala 2023                 | 4            | 1            | 1            | 2            | 8            | 8            | 0            | 4            | Octavos de final                       |
| Total                          | 56           | 16           | 15           | 25           | 66           | 83           | –17          | 67           | —                                      |

### Clasificación de Concacaf para la Copa Mundial Sub-17
| Año   | PJ | PG | PE | PP | GF | GC | DIF. | PTS | Ronda                   |
| ----- | -- | -- | -- | -- | -- | -- | ---- | --- | ----------------------- |
| 2025  | 3  | 2  | 0  | 1  | 14 | 4  | +10  | 6   | 2° Grupo H No clasificó |
| Total | 3  | 2  | 0  | 1  | 14 | 4  | +10  | 6   | 0 Clasificaciones       |